# 秩父市営バス
秩父市営バス（ちちぶしえいバス）は、埼玉県秩父市が運行するコミュニティバス（自治体バス）。浦山線と川又線の2路線が運行されている。
浦山線は「ぬくもり号」、川又線は「せせらぎ号」の愛称が付され、各路線の専用車両には路線名と秩父市のゆるキャラ「ポテくまくん」が描かれている。いずれも秩父鉄道観光バスや西武観光バスを転換する形で運行を開始したものである。

## 運賃・乗車券類
- 浦山線「ぬくもり号」はゾーン制運賃で、市内・影森ゾーン（秩父駅前/市立病院 - 椿森）と浦山ゾーン（鍾乳洞入口 - 浦山大日堂）となっている[4]。

## 路線

### 浦山線
- 通常便： 秩父駅前 - 市役所前 - 西武秩父駅入口 - 押堀 - 影森中学校前 - 浦山ダム - 大谷 - 日向 - 金倉橋 - 浦山大日堂
- スクール・通院快速： 市立病院 ← 西武秩父駅入口 ← 影森中学校前 ← 浦山ダム ← 大谷 ← 日向 ← 金倉橋 ← 浦山大日堂（平日上りのみ運転）

秩父駅前〜浦山大日堂間を運行していた秩父鉄道観光バス浦山線を引き継ぎ、減便の上で2008年4月より「ぬくもり号」として運行開始。経費を削減しながら市民の足を維持・確保することを目的として、路線バスと影森小学校・影森中学校のスクールバスを統合し、スクールバス混乗型の市営バスとした。

### 川又線

#### 初代
- 大滝温泉遊湯館 - 大滝総合支所 - 宮平 - 秩父湖 - 麻生 - 栃本関所跡 - 川又

2010年10月、秩父鉄道観光バス川又線廃止に伴い運行開始。起点を秩父湖から大滝温泉遊湯館まで延伸し、スクールバス混乗型の市営バスとした。

#### 2代
- 三峰口駅 - 大輪 - 大滝温泉遊湯館 - 秩父湖 - 栃本関所跡 - 川又

2020年4月1日、 西武観光バスが三峰口駅 - 大輪 - 秩父湖間を廃止（西武秩父駅発の急行便は存続）。同日、起点を大滝温泉遊湯館から三峰口駅へ延伸。新たに川又線 (2代)として運行開始した。

## 車両
秩父市が所有する自家用自動車による運行である。
- トヨタ・ハイエース[1][2]